# 鹿児島市立鴨池小学校
鹿児島市立鴨池小学校（かごしましりつ かもいけしょうがっこう）は、鹿児島県鹿児島市真砂本町にある公立小学校。1950年（昭和25年）に開校。
校名は『鴨池』だが、鴨池にはない。

## 概要
鹿児島市の中央部にある小学校であり、旧鹿児島空港跡地や鹿児島航空基地跡地に造成された新興住宅街の南端に位置している。また、2007年現在で568名が在籍している。

## 沿革
- 1950年（昭和25年） - 中郡小学校から分離し開校
- 1957年（昭和32年） - 南小学校を分離
- 1979年（昭和54年）4月1日 - 鴨池小学校敷地内に鹿児島県立武岡台養護学校が仮設置される。
- 1980年（昭和55年）3月31日 - 武岡台養護学校が小野町に移転。

## 生徒数
以下の生徒数遷移表は公式ウェブサイトにある記述の一部より作成した。
凡例
|  | 生徒数（人） |

| 1972年 | 676   |  |
| 1982年 | 1,061 |  |
| 1992年 | 1,035 |  |
| 2002年 | 645   |  |
| 2007年 | 568   |  |

## 通学区域
- 鴨池新町の全域[4]
- 真砂町の全域[4]
- 真砂本町の全域[4]